# ماركيز براج
ماركيز براج (بالإنجليزية: Marques Bragg)‏ مواليد 24 مارس 1970 في نيوجيرسي، هو لاعب كرة سلة أمريكي سابق. بدأ مسيرته الاحترافية في سنة 1992. حمل الرقم 33. يبلغ طوله 6 قدم 8 بوصة (2.0 م). اعتزل اللعب في 2003.

## المسيرة الاحترافية
لعب مع بي سي إم جرافيلين في الدوري الفرنسي في موسم 1993–1994، ثم لعب مع مينيسوتا تمبر ولفز في موسم 1995–96 ، ثم لعب مع فالنسيا باسكت في الدوري الإسباني في سنة 1996، ثم لعب مع نادي ولبة لكرة السلة في سنة 1997.

## روابط خارجية
- ماركيز براج على موقع إن بي أي (الإنجليزية)
- ماركيز براج على موقع سبورتس رفرنس (الإنجليزية)
- ماركيز براج على موقع الدوري الإسباني لكرة السلة (الإسبانية)
- ماركيز براج على موقع كرة السلة الأوروبية.كوم (الإنجليزية)
- ماركيز براج على موقع كلية كرة السلة في سبورتس رفرنس.كوم (الإنجليزية)
- ماركيز براج على موقع ريلجم (الإنجليزية)
- ماركيز براج على موقع بروبوليرز (الإنجليزية)
- ماركيز براج على موقع سبورتس رفرنس (الإنجليزية)